# 宋球 (北朝)
宋球（?—?），中国南北朝北魏官员。
宋球在魏孝武帝永熙年间官至谏议大夫。跟随孝武帝入关，西迁长安。宇文泰弑杀孝武帝，宋球痛哭吐血。水米不进好几天，宇文泰以他是名儒，没有加罪他。